# Christian Karembeu
Vous lisez un « bon article » labellisé en 2012.
Pour les articles homonymes, voir Karembeu.
Christian Karembeu, né le 3 décembre 1970 à Lifou en Nouvelle-Calédonie, est un footballeur international français, qui évolue au poste de milieu de terrain défensif ou parfois d'arrière latéral du début des années 1990 au milieu des années 2000.
Issu d'une famille kanak de dix-huit enfants native de Lifou, il fait ses débuts avec le Gaïtcha FCN à Nouméa avant de partir au centre de formation du FC Nantes. Il obtient son premier contrat professionnel avec ce club en 1990 et se révèle en remportant le titre de champion de France en 1995. Il part ensuite jouer en Italie à la Sampdoria de Gênes où il reste deux saisons. En 1997, il est transféré au Real Madrid et remporte la Ligue des champions en 1998.
Après un court passage dans le club anglais de Middlesbrough, il s'exile en Grèce à l'Olympiakos où il remporte le championnat en 2002 et 2003. En 2004, il rejoint le Servette FC mais, à la suite de problèmes financiers, il quitte le club helvète quelques mois après. Il annonce sa retraite de joueur le 13 octobre 2005 après six mois passés au SC Bastia.
Il compte cinquante-trois sélections et a marqué un but avec les Bleus. Surnommé le Cheval fou, Christian Karembeu devient populaire en remportant deux titres majeurs avec l'équipe de France : la Coupe du monde en 1998 et le Championnat d'Europe en 2000, mais sa notoriété est aussi due à sa relation et son mariage avec le mannequin slovaque Adriana Sklenaříková entre 1998 et 2011.
Grâce à ses performances individuelles, il est élu joueur océanien de l'année en 1995 et 1998 ainsi que 3e joueur océanien du XXe siècle par l'International Federation of Football History & Statistics. En septembre 1998, il est décoré de la légion d'honneur par le président Jacques Chirac.
Très actif depuis sa retraite, il promeut le football en Océanie et est consultant et présentateur à la télévision. Il fête son jubilé le 31 mai 2008 au stade Numa-Daly à Nouméa. Il parraine de nombreuses associations comme l'opération pièces jaunes et de nombreux événements comme les Jeux du Pacifique de 2011.

## Biographie

### Enfance

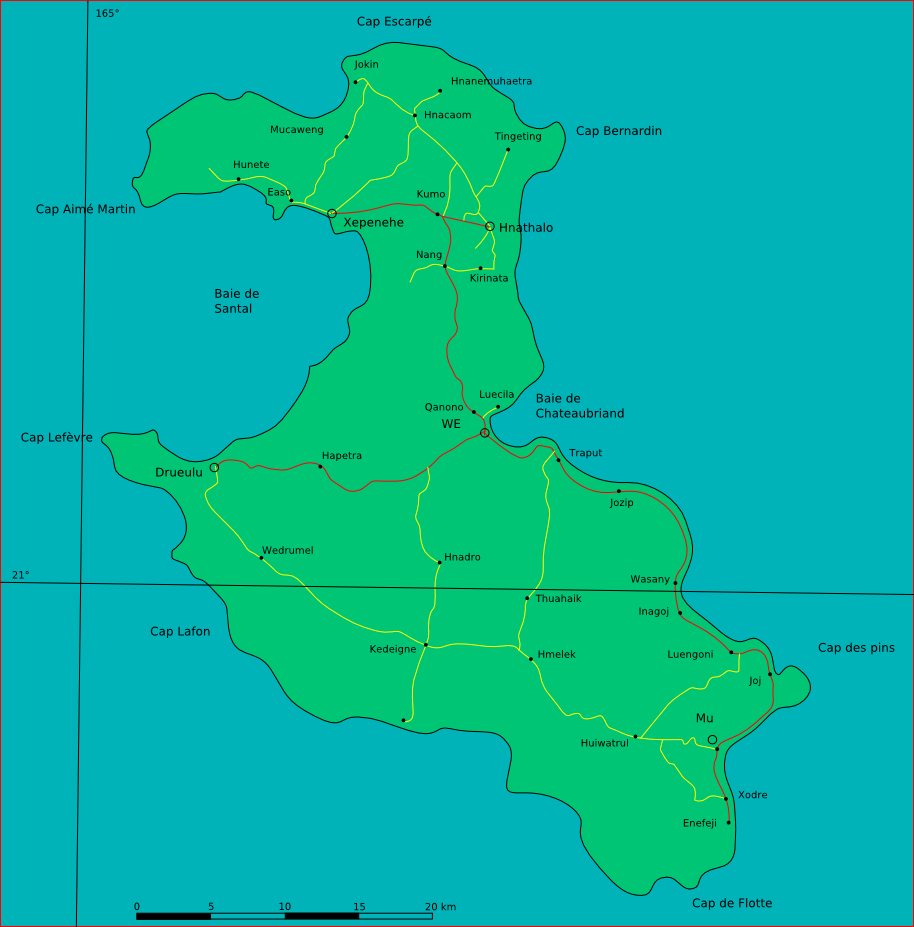
Christian Karembeu naît sur l'île de Lifou.

Christian Karembeu est issu d'une famille kanak de 18 enfants en Nouvelle-Calédonie. Fils de Paul et Hudrenie Karembeu, il naît le 3 décembre 1970 sur l'île de Lifou. Il est le cinquième enfant de la famille Karembeu après Marcellin, Pauline, Ninette et Marie. Il est élevé selon la coutume kanake dans la tribu de Nang sur l'île de Lifou. En xârâcùù, l'une des 28 langues kanakes, Karembeu signifie « l'homme en colère ».
Il pratique le football tout jeune dans l'équipe de la tribu avec ses amis et sa famille, il est souvent rappelé à l'ordre par son père, l'entraîneur, pour son caractère de « mauvais perdant ». Peu après, il quitte la tribu familiale pour la pension de l'école primaire publique de Wé, au nord de l'île. Le jeune Kanak doit attendre les vacances scolaires pour rentrer chez lui et une fois par an, pour partir en avion à Nouméa.
En février 1981, Christian Karembeu fait son entrée en sixième au collège de Do Neva à Houaïlou où la famille a déménagé. En classe, il est un élève poli et discipliné, se distinguant en français et en sport. Athlétique et débordant d'énergie, il surclasse tout le monde. En Union nationale du sport scolaire (UNSS), il remporte de nombreuses coupes et des médailles d'athlétisme qu'il rapporte chez lui.
Le football demeure toutefois sa discipline de prédilection. Interpellés par son talent et son acharnement, les entraîneurs de l'UNSS l'encouragent à persévérer. Christian Karembeu arrive au lycée Do Kamo dans le vieux quartier de la Vallée des Colons à Nouméa. Il devient interne en compagnie d'une forte communauté mélanésienne présente dans le lycée. Il découvre le saut à la perche et se prête au jeu mais n'a pourtant pas l'intention d'abandonner le foot.

### Débuts footballistiques
Christian Karembeu participe à toutes les compétitions interscolaires sous les couleurs du lycée Do Kamo. Ses succès lui forgent une réputation qui dépasse les frontières du sport scolaire. Il est souvent comparé à son cousin Victor Zéoula, star montante du football calédonien, qui évolue dans l'équipe junior du Gaïtcha FCN, le club de Nouméa où jouent de nombreux ressortissants de Lifou. Il finit par obtenir une licence au sein de ce club. Il ne faut que quelques séances à l'entraîneur pour repérer l'extrême vélocité de ce garçon.
Porté par ses succès, Christian Karembeu ne pense bientôt plus qu'au football et inévitablement, ses résultats en classe s'en ressentent. Devant son bulletin, sa mère Hudrenie, furieuse, exige qu'il arrête le football, mais son père, Paul, qui affectionne le football par-dessus tout, ne partage pas son intransigeance. Tous ceux qui ont vu jouer son fils l'encouragent à le pousser dans cette voie. Convaincu, il en touche un mot à son ami Marc Kanyan Case, référence en matière de football sur le territoire.
Après avoir examiné son talent, Marc Kanyan Case prévient Paul qu'il va proposer le jeune Christian Karembeu pour une série de tests à la Jonelière, le centre de formation du FC Nantes, où évolue déjà depuis plusieurs années un autre Kanak, Antoine Kombouaré. Lui-même avait déjà soufflé les noms de Christian Karembeu et de Victor Zéoula aux recruteurs nantais. Pour tester le duo, le FC Nantes envoie deux billets d'avion valables trois mois. Si Zéoula part rapidement, Karembeu reste bloqué sur l'île à la suite du refus catégorique de sa mère. Mais par la suite, l'insistance récurrente de Case, de son père et son frère Marcellin finit par faire plier la mère de Karembeu et ce dernier obtient l'accord de celle-ci pour partir en métropole. Après plusieurs cérémonies selon la coutume kanak, le départ de Christian Karembeu est enfin possible.

### Arrivée à la Jonelière et débuts au FC Nantes (1988-1992)
Après un long voyage avec plusieurs escales, le 11 octobre 1988, Christian Karembeu arrive à l'aéroport de Nantes-Atlantique. Surpris par les paysages et l'architecture de l'ouest de la France, il est d'autant plus étonné par la qualité des infrastructures sportives de la Jonelière par rapport à celles de Nouméa. Ses premiers entrainements interpellent Jean-Claude Suaudeau, le directeur des jeunes en formation, par son physique, sa tonicité musculaire et sa vigueur qui lui rappellent celles de Zéoula et Kombouaré.
Au bout de quinze jours, l'entraîneur est convaincu par le potentiel de Christian Karembeu et lui fait signer le premier contrat de sa carrière. Le Kanak se frotte alors à une grosse concurrence, ce qui est nouveau pour lui ; en effet, à Nouméa tout lui paraissait facile. Afin de canaliser son énergie débordante sur le terrain, il doit se plier à la rigueur tactique nantaise. Il dispute l'un de ses tout premiers matchs en équipe réserve, en Division 3, contre La Roche VF où il peine à trouver sa place dans le jeu. Néanmoins, Christian Karembeu s'entend beaucoup avec Antoine Kombouaré qui a vécu la même expérience que lui et qu'il considère comme son grand frère. Il n'est pas non plus présent l'année suivante en équipe première.
En octobre 1990, sa première titularisation en équipe une au poste d'arrière gauche est opérée par l'entraîneur Miroslav Blažević pour un huitième de finale de la coupe de France face au Stade brestois. Avec pour adversaire direct David Ginola, il contribue à la victoire des siens deux buts à un. Mais à la suite des mauvais résultats en championnat et de problèmes financiers, le club limoge l'entraîneur croate et Suaudeau reprend l'équipe composée désormais avec de jeunes joueurs tels Karembeu, Patrice Loko, Nicolas Ouédec, Reynald Pedros et Claude Makélélé mais encadrés par des joueurs expérimentés comme Marcel Desailly, Zoran Vulic, Japhet N'Doram. Makélélé va former avec Christian Karembeu l'un des meilleurs duos au milieu de terrain en première division ; ils forment l'ossature de l'équipe grâce à leur bonne complicité sur le terrain. Karembeu joue pour la première fois en championnat de France le 4 mai 1991 lors d'un match contre l'AJ Auxerre perdu trois buts à deux. Le FC Nantes termine quinzième au terme du championnat.

### Acteur majeur de l'épopée nantaise (1992-1995)
La saison suivante, les Nantais réalisent une très belle première partie du championnat avec neuf victoires en douze matchs dont une victoire six à zéro sur le Montpellier HSC, alors meilleure défense du championnat. À la suite de ses bonnes performances en club, Christian Karembeu est appelé pour la première fois en équipe de France à la suite des blessures de Jean-Luc Sassus et Laurent Fournier pour un match disputé le 14 novembre 1992 face à la Finlande. Gérard Houllier le fait entrer en jeu à la 72e minute de la rencontre, jouée dans le cadre des éliminatoires de la Coupe du monde 1994, en remplacement de Jean-Philippe Durand et les Bleus s'imposent sur le score de deux à un,. Quatorze jours après sa première sélection, il inscrit son premier but en championnat à la 32e minute du match contre le RC Strasbourg.
Cinquième du championnat, les « Canaris » se hissent également en finale de la coupe de France, après une difficile demie face à l'AS Saint-Étienne. Dans cette rencontre disputée au Parc des Princes, face au Paris Saint-Germain, les échanges sont virils et Christian Karembeu écope d'un carton jaune en première mi-temps qui se conclut sur un score nul zéro partout. En début de seconde mi-temps, il déséquilibre Laurent Fournier dans la surface nantaise et l'arbitre Rémi Harrel accorde un pénalty aux Parisiens. Très énervé contre la décision de l'arbitre qu'il juge injuste, il court vers lui, le bouscule et s'en prend violemment à une caméra installée sur la ligne de touche. Il est exclu par Rémi Harrel et quitte la pelouse laissant ses coéquipiers à dix. Deux nouveaux cartons rouges sortent de la poche de l'arbitre dans cette partie, les Nantais s'inclinent 3-0 et terminent le match à huit. Pour son comportement, il est suspendu six mois finalement ramenés à trois mois en appel par la Fédération française de football, soit jusqu'à la fin de la saison. Christian Karembeu déclare à la fin du match « Lorsque j'ai entendu le coup de sifflet, j'ai ressenti un immense sentiment d'injustice. J'ai pété les plombs ! D'ailleurs, je n'insulte jamais les arbitres, c'est pas mon genre. Je suis un timide… ».
De nouveau cinquième du championnat en 1993-1994, il dispute en mai 1994 avec l'équipe de France la Coupe Kirin, tournoi organisé chaque année au Japon par la Kirin Corporation. Cette compétition sur invitation oppose la France à l'Australie et au Japon pays organisateur. Elle donne à Aimé Jacquet l'occasion de faire évoluer ensemble les membres du groupe sur une période plus longue que celle des matches amicaux. Sans bruit et sans éclat, Christian Karembeu devient une pièce indispensable à l'homogénéité du groupe et reflète parfaitement l'esprit collectif qu'Aimé Jacquet veut insuffler aux « Bleus ». Les Français battent le Japon puis l'Australie et remportent la compétition. Christian Karembeu ne profite cependant pas de ce succès car quelques jours plus tard, son père décède.
Les Nantais figurent dans le peloton de tête du championnat de France l'année suivante. À l'automne 1994, les joueurs démarrent efficacement la Coupe UEFA et accèdent aux huitièmes de finale où ils battent le FC Sion, tombeurs de l'OM. L'Olympique de Marseille, donc, les Girondins de Bordeaux et l'AS Cannes ont quant à eux trébuché en seizièmes de finale. Les Nantais poursuivent leur ascension européenne jusqu'en quarts de finale où le tirage au sort leur attribue comme adversaire les Allemands du Bayer Leverkusen.
Quelques semaines avant la rencontre, une cascade de blessures touche l'équipe professionnelle dont les gardiens David Marraud et Dominique Casagrande. Dès le début de la rencontre, les Nantais encaissent deux buts, faisant sortir Karembeu de ses gonds. Lancé à l'abordage, il déserte son couloir droit et ne respecte plus les consignes tactiques de l'entraîneur. À ce niveau de la compétition, la punition est immédiate et les buts se succèdent dans la cage nantaise tandis que l'arbitre distribue les cartons. Passés totalement au travers du match, les Canaris sont humiliés par un score sans appel de 5-1.
Cette défaite en Coupe d'Europe ne freine cependant pas l'ascension des Nantais dans le championnat de France qu'ils dominent de la tête et des épaules. À domicile, ils sont redoutables et infligent à plusieurs reprises le « tarif maison » : 3-0. Avec dix points d'avance, les Canaris remportent en juin 1995, pour la septième fois, le titre de champion de France. Ils ne perdent qu'une seule rencontre et battent le record d'invincibilité avec 32 matchs sans défaite. À la suite de ce titre, la confédération d'Océanie le désigne meilleur joueur océanien de l'année.
La fin de la saison 1994-1995 approche, ouvrant les enchères du marché des transferts. Deux clubs se sont déjà mis sur les rangs pour acquérir le milieu de terrain nantais : le Paris SG et la Sampdoria. En Italie, Sven-Göran Eriksson, l'entraîneur de la Sampdoria, veut absolument engager Karembeu et le club d'Enrico Mantovani met sur la table la meilleure offre, permettant au FCNA, toujours empêtré dans ses soucis financiers, d'encaisser 25 millions de francs (soit environ 4,9 millions d'euros de 2011) et de réaliser l'un des plus gros transferts de son histoire. Après sept années à Nantes, il découvre la Série A, l'un des plus prestigieux championnats d'Europe. À Gênes, il est rapidement conforté dans ses choix.

### Tremplin à la Sampdoria de Gênes (1995-1997)

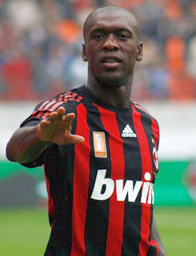
Clarence Seedorf arrive la même année que Christian Karembeu à la Sampdoria.

Le club génois, qui a auparavant brillé pendant une décennie, est confronté en 1995 au départ de plusieurs de ses joueurs vedettes. David Platt, Ruud Gullit, Vladimir Jugović , Pietro Vierchowod et Attilio Lombardo quittent le club. Du sang neuf est toutefois injecté avec l'arrivée de Karembeu, celle du tout jeune Clarence Seedorf, formé à l'Ajax Amsterdam, et de l'attaquant italien Enrico Chiesa de retour au bercail après quelques mois passés à l'US Cremonese. La Sampdoria doit également faire face à la concurrence de plus en plus féroce des gros clubs fortunés comme le Milan AC de Silvio Berlusconi ou la Juventus des Agnelli, qui fait systématiquement main basse sur les étoiles du football international. Lieu historique du football italien, la Superba séduit Christian Karembeu par son passé et ses collines qui embrassent la baie en bordure de la mer Méditerranée.
Il marque son unique but en équipe de France lors d'un match en Roumanie : la France l'emporte 3-1 face à la sélection roumaine dans une rencontre déterminante pour la qualification à l'Euro 1996.
Lors de cet Euro 1996, qui a lieu en Angleterre, Christian Karembeu est un titulaire indiscutable au milieu de terrain. Cependant, il est suspendu pour la demi-finale après un deuxième carton jaune en quart de finale face aux Pays-Bas. La France perd alors sa demi-finale aux tirs au but face à la République tchèque.
En 1996, la polémique sur le fait que les joueurs de l'équipe de France et notamment Christian Karembeu ne chantent pas la Marseillaise prend de l'ampleur. Jean-Marie Le Pen déclare qu'il est « artificiel de faire venir des joueurs de l'étranger et de les baptiser équipe de France ». Le président du Front national juge inadmissible que « la plupart des joueurs français ne sachent pas ou ne veuillent pas chanter La Marseillaise »,.
Nimbé de ses sélections en équipe de France, le joueur kanak est retenu pour presque tous les matches par Eriksson, avec qui les relations restent franches et amicales. Ce rythme impose une discipline de fer, plus dure encore que celle enseignée à Nantes. La Sampdoria attend de ses joueurs un esprit de compétition à toute épreuve et une rigueur implacable. Christian Karembeu gagne en maturité et en notoriété internationale en intégrant le championnat italien, où son club termine la saison 1996-1997 à la sixième place.
Ses performances n'échappent pas aux dirigeants du Real Madrid et du FC Barcelone, les deux clubs les plus huppés d'Europe, qui sont séduits par sa puissance physique et ses jambes infatigables. Places fortes du football espagnol, qui chaque dimanche attirent des dizaines de milliers de spectateurs dans les stades, le Real et le Barça disposent des budgets les plus élevés au monde et se livrent chaque année une guerre sans merci pour engager les plus grands joueurs étrangers.
Délié de tout engagement, Clarence Seedorf rejoint l'Espagne dès le mois d'août, tandis que son ami kanak, dont le contrat court encore sur deux années, se heurte au refus catégorique de la Sampdoria. Dans les faits, les dirigeants du club génois ont déjà « vendu » Karembeu au FC Barcelone pour une somme bien supérieure à celle proposée par Madrid et ils se sont engagés à ne jamais le céder au rival madrilène. La rumeur court que le Barça a promis à la Sampdoria 65 millions de francs (soit près de 12,5 millions d'euros de 2011),.
Pour échapper à cet imbroglio, il décide de se ressourcer dans le Pacifique et retourne en Nouvelle-Calédonie pour la première fois depuis la mort de son père. Alors que Christian Karembeu est en vol pour retourner en Europe, il apprend que trois de ses cousins sont morts dans un accident de voiture. Encore sous le choc, Christian Karembeu retrouve la Sampdoria dans une ambiance chaque jour plus pesante. Le nouvel entraîneur César Luis Menotti le laisse de côté, choisissant de ne pas l'impliquer dans le jeu. Ce bras de fer suscite l'attention des médias et plusieurs journalistes harcèlent Karembeu. Mécontents de ce refus de se plier à leur volonté, les dirigeants de la Sampdoria le privent de match tous les week-ends.
En décembre 1997, les deux clubs se mettent enfin d'accord sur la somme de 500 millions de pesetas (soit environ 3 millions d'euros) pour la venue de Karembeu au Real Madrid. Après un bras de fer de six mois, Christian Karembeu rejoint enfin l'Espagne. En une saison et demie, il a disputé 62 matches avec la Sampdoria.

### Consécration européenne au Real Madrid puis mondiale en équipe de France (1997-2000)
Il est présenté à Madrid et reçoit le numéro 22 sur son nouveau maillot. L'Allemand Jupp Heynckes, successeur de Fabio Capello, accueille Christian Karembeu à bras ouverts et profite des matchs de Ligue des champions pour le remettre en jambe et en tirer le meilleur parti. Au Real Madrid, Christian Karembeu découvre un nouvel univers, où la victoire est indispensable. En revêtant le maillot blanc, il accède au statut de star du football espagnol, avec toute la popularité et l'exigence de victoires que cette position implique.

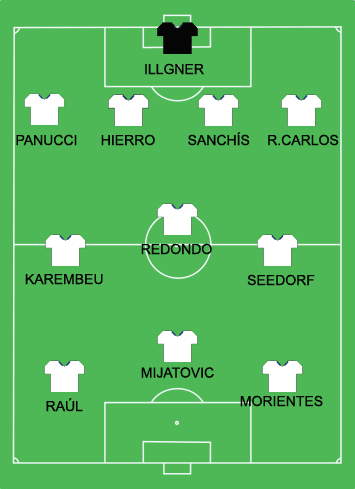
Dans le 11 de départ aligné par Jupp Heynckes en finale de la Ligue des champions 1998, Karembeu est positionné milieu droit.

Porté par une équipe talentueuse, qui compte dans ses rangs entre autres le Brésilien Roberto Carlos, le Néerlandais Clarence Seedorf ou encore l'Italien Christian Panucci, le Real Madrid se hisse en quart de finale de la Ligue des champions 1997-1998 contre le Bayer Leverkusen. Au match retour, le 18 mars 1998, Christian Karembeu envoie le ballon au fond des filets à la 52e minute, prenant sa revanche sur le quart de finale avec Nantes perdu contre la même équipe, quatre ans plus tôt. Il récidive deux semaines plus tard, en demi-finale à domicile, en marquant contre le Borussia Dortmund, qui perd la partie 2-0. Les performances de Christian Karembeu prouvent que son transfert est une bonne affaire pour le Real, les supporters le surnomment « le Kanak aux trois poumons ».
Le 20 mai, la finale de la Ligue des champions se déroule à l'Amsterdam ArenA face aux Turinois de la Juventus. Christian Karembeu affronte deux de ses coéquipiers en équipe de France : Zinédine Zidane et Didier Deschamps. Grâce à un but de Predrag Mijatović, en seconde période, les Merengues remportent, pour la première fois depuis 1966, la « Coupe aux grandes oreilles ». Le bras de fer avec les dirigeants de la Sampdoria n'aura donc pas été en vain. Surtout, à un mois du Mondial 1998 et au moment où Aimé Jacquet doit choisir les vingt-deux joueurs qui disputent la Coupe du monde, cette victoire européenne peut s'avérer déterminante.
À peine la saison 1997-1998 terminée, Christian Karembeu est sélectionné avec les Bleus pour la coupe du monde et commence la préparation à celle-ci par le Tournoi Hassan II disputé au Maroc. La préparation se poursuit à Clairefontaine où les Bleus et Aimé Jacquet essuient les critiques des médias et notamment du quotidien sportif L'Équipe. La coupe du monde débute et la France remporte ses deux premiers matches assez facilement 3-0 et 4-0 respectivement contre l'Afrique du Sud et l'Arabie saoudite. Il fait son entrée dans la compétition le 24 juin à Lyon face au Danemark pour le dernier match de poule. Les Bleus s'imposent 2-1 dans un match sans enjeu. En huitième de finale contre le Paraguay, il reste sur le banc. Pour le quart de finale contre l'Italie, Aimé Jacquet choisit de densifier son milieu de terrain et opte pour un 4-3-3. Christian Karembeu est aligné aux côtés de Didier Deschamps et Emmanuel Petit.
Dans une rencontre tendue où beaucoup de joueurs se connaissent, la France remporte le match aux tirs au but après 0-0 après prolongation. Aimé Jacquet reconduit la même équipe pour la demi-finale contre la Croatie. Mais au bout d'une demi-heure de match, un tacle de Davor Suker, son coéquipier au Real, oblige Karembeu à rejoindre le banc de touche. Mené 1-0 grâce à un but du même homme, les Bleus inversent la situation et se qualifient en finale de la coupe du monde. Quelques heures avant la finale, le 12 juillet 1998, Christian Karembeu appelle son coéquipier du Real, Roberto Carlos. Ce dernier lui apprend que Ronaldo vient d'avoir un malaise. Aussitôt Karembeu prévient Aimé Jacquet, qui méfiant, préfère y faire abstraction et veut se concentrer sur le match.
Le moment tant attendu arrive, les vingt-deux joueurs qui sont les mêmes que lors des demi-finales entrent sur le terrain. À la 27e minute, Christian Karembeu obtient un corner qui est tiré par Emmanuel Petit. Ce corner délivre une passe décisive pour Zinédine Zidane. Juste avant la mi-temps, Zidane inscrit un second but de la tête ce qui permet à la France de mener 2-0 à la pause. En deuxième période, les Bleus subissent les assauts brésiliens, notamment après l'expulsion de Marcel Desailly à la 67e minute, mais résistent grâce à leur solide défense et leur gardien Fabien Barthez. Dans le temps additionnel, Emmanuel Petit part tromper Claudio Taffarel et scelle le score de 3-0. La France devient championne du monde pour la première fois. Christian Karembeu soulève le trophée de la Coupe du monde sous les yeux de sa famille venue pour l'occasion. Le lendemain de la finale, les champions du monde défilent sur les Champs-Élysées devant une foule nombreuse. En septembre, Christian Karembeu, à l'instar de tous ses coéquipiers champions du monde, est décoré de la Légion d'honneur par le président de la République Jacques Chirac au palais de l'Élysée. Il est de nouveau élu joueur océanien de l'année, après avoir déjà reçu cette récompense en 1995.

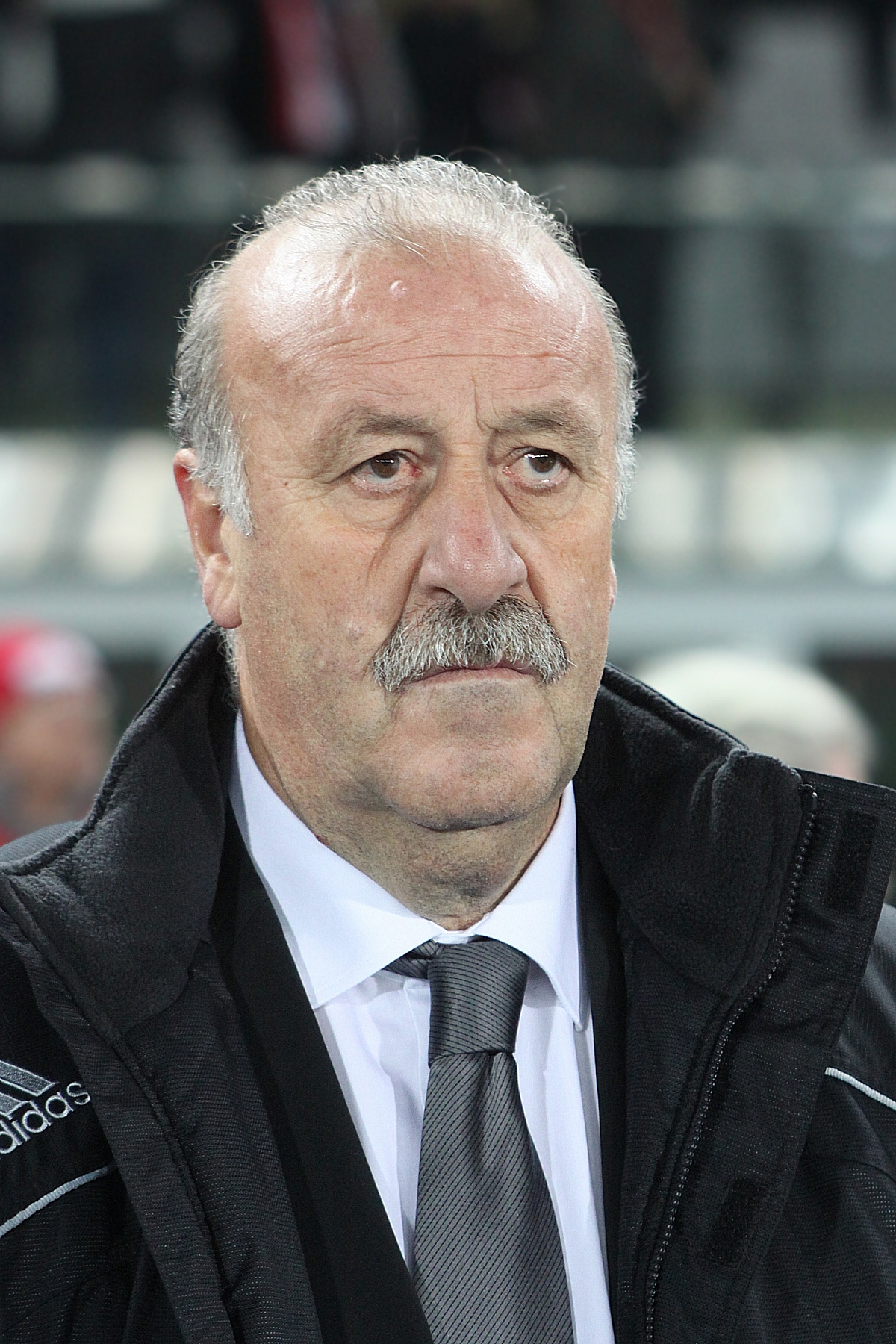
Vicente del Bosque est le second entraîneur de Karembeu au Real Madrid.

Après l'euphorie des victoires, le rythme des entraînements et du championnat espagnol reprend son cours. Le Real termine la saison 1998-1999 à la deuxième place de la Liga, derrière son rival barcelonais, et Christian Karembeu s'inquiète de son avenir au sein des Merengues. Handicapé par sa blessure à la cheville, il ne joue que quinze matchs en championnat. Nommé au poste d'entraîneur au retour des vacances, Vicente del Bosque lui redonne pourtant espoir. Après l'avoir fait jouer plusieurs fois milieu de terrain, il ne figure pas parmi les titulaires sur la feuille de match pour disputer, au Stade de France, la finale de la Ligue des champions, le 24 mai 2000, face à Valence. La rencontre n'a rien de comparable avec la finale qui s'est déroulée deux ans plus tôt. À aucun moment, l'entraîneur madrilène ne le fait entrer sur le terrain. Bien que surpris et amer, il accepte la décision sans broncher, et par un score sans appel de 3-0, le Real accroche à son palmarès une huitième Coupe d'Europe.
Aussi doté soit-il, ce titre ne règle pas les problèmes financiers dans lesquels se débat le club. L'ambiance est houleuse depuis que les experts comptables ont mis au jour une perte de plus de cent cinquante millions d'euros. Prestement débarqué, le président Lorenzo Sanz est remplacé en juillet par l'ambitieux Florentino Pérez. Pour redorer le blason du Real, ce dernier entreprend de moderniser les installations avec le nouveau complexe sportif de Valdebebas, et d'acheter des vedettes internationales. Cette politique de recrutement débute quelques mois auparavant avec la signature de Nicolas Anelka.
En équipe de France, l'ambiance est plus sereine. Après le titre de champion du monde, Roger Lemerre a succédé à Aimé Jacquet, dont il était l'adjoint. Il connait bien la Nouvelle-Calédonie pour avoir rendu visite à son fils dans la région de La Foa. L'engagement de Christian Karembeu sur le terrain, son mental à toute épreuve et son esprit d'équipe en font un pilier de la « maison bleue ». Pour toutes ces raisons, et même s'il ne joue presque plus au Real, l'entraîneur le sélectionne pour l'Euro 2000, organisé en Belgique et aux Pays-Bas. Il ne dispute pas les deux premiers matches contre le Danemark et la République tchèque tous deux remportés. Christian Karembeu ne prend pas ombrage de sa titularisation pour le troisième match de poule contre les Pays-Bas, une rencontre sans enjeu puisque la France est déjà qualifiée. Après des victoires face aux Espagnols en quart puis contre les Portugais en demi-finale 2-1, les Français se hissent en finale de l'Euro face à l'Italie. Le 2 juillet 2000, les Bleus l'emportent grâce à une réalisation de Sylvain Wiltord puis un but en or de David Trezeguet inscrit lors des prolongations. Malgré le fait de ne pas avoir beaucoup joué, il réussit, avec l'ensemble de l'équipe, un doublé historique : Coupe du monde puis Championnat d'Europe.
Le retour à Madrid est moins festif. Non seulement, Christian Karembeu ne foule pas beaucoup les terrains mais les harcèlements des médias sur son couple avec Adriana lui pèsent. À la lumière des caméras et des flashs, il préfère une existence plus discrète, où le jeu reprendrait totalement ses droits. Middlesbrough, un club anglais de milieu de tableau, aspire à jouer les premiers rôles et, pour cela, recrute à tout-va. Après avoir recruté Alen Bokšić pour un salaire faramineux, le club anglais est en quête d'un grand nom. Christian Karembeu reçoit une proposition de transfert en Angleterre et son agent Milan Calasan l'incite à accepter. À 30 ans, le champion du monde commence à devenir un « vieux » joueur de moins en moins titularisé avec son club, qui préfère miser sur l'éclosion d'une nouvelle génération. Le salaire astronomique offert par Middlesbrough et les 2,1 millions de livres sterling mises sur la table pour son transfert permettent de boucler l'affaire à la fin de la saison 1999-2000.

### Court passage à Middlesbrough (2000-2001)
Pour sortir du milieu de classement de la Premier League, les dirigeants du club misent beaucoup sur la solidité et l'expérience de Christian Karembeu. Il a le profil type du joueur physique et puissant apprécié des supporters anglais. Il doit toutefois redoubler d'efforts aux entraînements pour s'adapter à un nouveau style de jeu et aux confrontations avec l'adversaire, beaucoup plus rudes qu'en Espagne.
Passé l'excitation de la nouveauté, Christian Karembeu est vite gagné par une lancinante frustration. Lui qui a joué les plus belles compétitions européennes se sent à l'étroit dans le championnat anglais. Middlesbrough FC n'a pas sa place dans le « Big Three », formé par Arsenal, Manchester United et Liverpool, qui trustent le haut du tableau. Les montées d'adrénaline connues à Madrid lors de la Ligue des champions lui manquent cruellement. Christian Karembeu supporte de plus en plus difficilement les mauvais résultats de son club. Malgré sa campagne de recrutement, le Middlesbrough FC s'enfonce désespérément dans le classement. Lors de la saison 2000-2001, le club recule de deux places par rapport à la saison précédente et termine à la quatorzième place de la Premier League.
Christian Karembeu peut compter sur l'équipe de France pour ne pas perdre pied. En juin, Roger Lemerre le convoque pour la Coupe des confédérations 2001 qui se déroule au Japon et en Corée du Sud. Il joue trois matchs, dont la demi-finale contre le Brésil et la finale contre le Japon. Il retrouve ses sensations et occupe ses postes de prédilection : milieu de terrain défensif et arrière latéral. Comblée de bonheur, la France remporte ce trophée, le troisième avec les Bleus pour Karembeu, après la Coupe du monde et l'Euro.
Son malaise en Premier League n'a pas échappé aux nombreux clubs européens qui continuent de le convoiter, à commencer par l'Olympiakos Le Pirée, un des trois plus grands clubs de Grèce. Malgré son statut de champion du monde et d'Europe, Christian Karembeu ne voit aucun inconvénient à rejoindre un championnat considéré comme secondaire dans le milieu du football. Les propositions du club athénien, régulièrement qualifié en Ligue des champions, tombent à point nommé pour satisfaire ses envies et ses ambitions. De leur côté, les dirigeants de Middlesbrough FC ne résistent pas longtemps aux 5,2 millions d'euros déboursés par leur homologue hellénique, et ils laissent partir de bonne grâce leur champion du monde.

### Leader à l'Olympiakos (2001-2004)

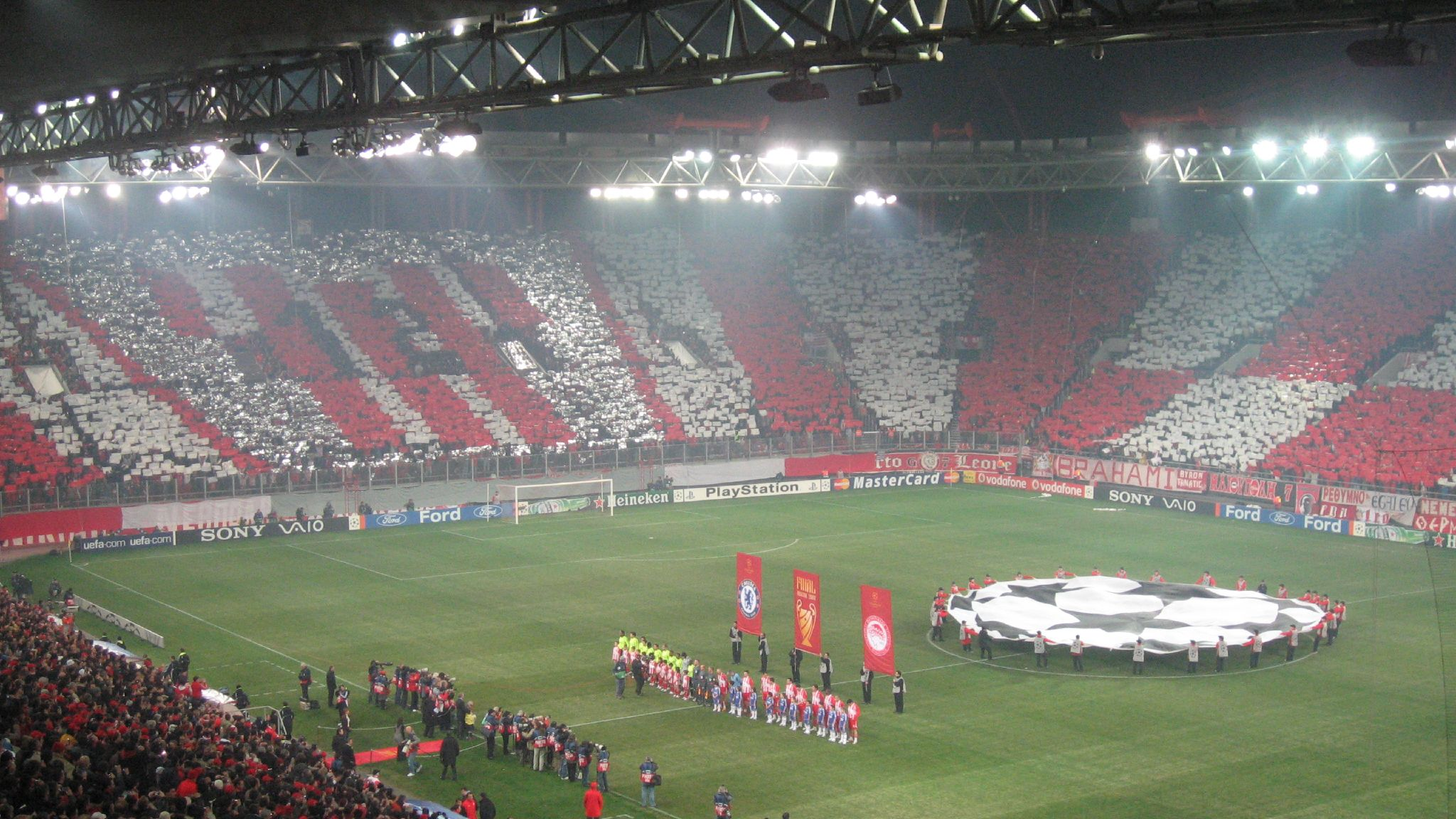
Christian Karembeu joue dans le Stade Karaïskaki pendant trois saisons.

Les premiers mois avec l'Olympiakos apportent beaucoup de satisfaction à Christian Karembeu, qui a retrouvé les compétitions européennes et l'enthousiasme d'une équipe jeune. Il ne tarde pas non plus à retrouver l'équipe de France, qui fait appel à lui le 17 mars 2002 pour un match amical préparatoire à la Coupe du monde, contre l'Écosse, que les Bleus remportent 5-0. La victoire est toutefois gâchée par les sifflets des supporters à la 57e minute, lorsque Karembeu entre à la place de Vincent Candela. Selon la presse, ces sifflets viennent des performances individuelles du joueur jugeant qu'il n'a plus sa place en équipe de France. De retour au vestiaire, les joueurs et le sélectionneur fustigent cette attitude injuste envers un joueur exemplaire et, dans son agacement, Roger Lemerre n'hésite pas à évoquer devant la presse l'insulte faite « au pays tout entier ». Zinédine Zidane déclare : « C'est le bémol de la soirée, cela vient ternir notre victoire ». Pour sa part, Christian Karembeu minimise l'incident, dans lequel il voit une simple manifestation d'humeur des supporters. Ce match sera son dernier avec l'équipe de France. Quelques jours plus tard, Francis Lalanne enregistre la chanson « À mon ami, le Kanak », en témoignage de sa solidarité et le joueur est touché par l'initiative de l'artiste.
En fin de saison, le club de l'Olympiakos remporte le championnat de Grèce pour la sixième fois consécutive. Dominant tant physiquement que techniquement les joueurs locaux, Christian Karembeu évolue à tous les postes. Ses talents suscitent un tel engouement sportif et médiatique qu'il est élu meilleur joueur du championnat. Il retrouve aussi la grande scène européenne, sur laquelle son club a toutefois du mal à briller jusqu'aux phases finales. Il dispute aussi la finale de la coupe de Grèce perdue deux buts à un face à l'AEK Athènes. Lors de cette rencontre disputée le 28 avril, il est blessé à la cuisse à la suite d'un contact avec Vasílios Tsiártas. La Coupe du monde débute trois semaines plus tard et Roger Lemerre prépare la liste des vingt-deux joueurs à emmener au Japon et en Corée du Sud. Christian Karembeu se remet de sa blessure et les soigneurs ne peuvent garantir sa guérison d'ici le début de la compétition. Finalement, le sélectionneur décide de le remplacer par Alain Boghossian, remarqué pour ses performances avec le Parme FC. Le Kanak échappe ainsi à l'élimination au premier tour des Bleus en Asie.
La saison 2002-2003 s'annonce sous les meilleurs auspices, et une fois encore, à l'issue d'un duel avec le Panathinaïkos, l'Olympiakos remporte le championnat de Grèce. Les clubs helléniques ne jouissent pas de la même aura que ceux où a auparavant joué Christian Karembeu, mais leur potentiel lui donne envie de poursuivre avec eux l'aventure. La cote des joueurs grecs ne cesse de grimper sur le mercato international, et plusieurs d'entre eux ont intégré de grands clubs européens. L'année suivante, l'Olympiakos, tenant du titre depuis sept ans, cède la tête du championnat au « Pana », qui le coiffe de seulement deux points. En 2004, l'Olympiakos perd de nouveau la finale de la coupe nationale cette fois-ci contre le Panathinaïkos trois buts à un.
Les Grecs effectuent un parcours exceptionnel à l'Euro 2004, organisé au Portugal. Éliminant en quart de finale les Bleus tenants du titre, la Grèce s'impose en finale face au Portugal qui joue à domicile. Pour prouver leur attachement à Christian Karembeu, les responsables du Comité olympique grec lui demandent de participer avec sa femme Adriana Karembeu au relais de la flamme olympique. Le 31 juillet 2004, le couple parcourt 400 mètres la torche à la main, éprouvant une immense fierté.
Ayant refusé une prolongation de contrat d'un an avec l'Olympiakos, Christian Karembeu voit revenir vers lui les clubs étrangers. L'Inter Milan et le Milan AC lui font des offres flatteuses, qu'il décline. Craignant de ne pas avoir beaucoup de temps de jeu dans ces grands clubs, en raison de son âge, il commence à songer à sa fin de carrière et à sa reconversion. Libre de tout contrat, il accepte l'offre du Servette de Genève, qui s'accompagne d'un contrat équipementier et d'une collaboration au redressement du club, surendetté et au bord de la faillite.

### Fin de carrière à Genève puis à Bastia (2004-2005)
Depuis quelques mois, la formation suisse est entre les mains de Marc Roger, un ancien agent de joueurs que Christian Karembeu a bien connu au FC Nantes. Pour la somme symbolique d'un franc suisse, Roger rachète 87 % des parts du club. Les dirigeants du club suisse comptent sur la venue de joueurs renommés comme Christian Karembeu pour convaincre les investisseurs et les médias de s'intéresser au club. Séduit par l'idée de se frotter à la gestion et de préparer sa retraite sportive, Christian Karembeu signe un contrat triennal dans le championnat suisse, peu connu à l'étranger. Avant même que le milieu de terrain ait pris la mesure de la situation catastrophique du Servette, le club entame le championnat 2004-2005 avec trois points de pénalité pour non-respect des règlements de la Ligue en matière de surendettement.
Après seulement douze matchs, Christian Karembeu n'a perçu que deux mois de salaire sur cinq et décide de quitter le club. Il baisse les bras et se retire, laissant derrière lui une ambiance plombée par les accusations de faillite frauduleuse à l'encontre des administrateurs. Les recrutements à prix d'or de joueurs comme Karembeu, Stéphane Ziani et Viorel Moldovan précipitent le Servette dans le gouffre, la masse salariale ayant doublé.
Avant de mettre un terme à sa carrière, Christian Karembeu veut tenir une ultime promesse et rendre hommage aux anciens joueurs kanaks. Lors de ses nombreux séjours en Corse, au moment de sa mise à l'écart à la Sampdoria de Gênes, il s'était engagé auprès des dirigeants du SC Bastia à ne pas quitter le monde professionnel sans passer par leur club. La Corse a été la terre d'élection de nombreux Calédoniens, comme Marc Kanyan Case, Jacques Zimako ou Pierre Ausu. Guère plus argenté et plus performant que le Servette, le club corse présidé par Louis Multari ne parvient pas à s'extirper des bas-fonds de la Ligue 1 où il figure à la 19e place, en position de relégable.
Après dix ans d'absence, il fait donc son retour dans le championnat de France qu'il a quitté sur un sacre en 1995 avec le FC Nantes. Mais comme avec le Servette, il est déjà trop tard pour renverser la vapeur : Christian Karembeu n'empêche pas la relégation du SC Bastia en seconde division. Le 13 octobre, il quitte Bastia, où il n'a joué que sept matchs et met un terme à sa carrière professionnelle.
En 2022, le magazine So Foot le classe dans le top 1000 des meilleurs joueurs du championnat de France, à la 141e place.

## Style de jeu
Christian Karembeu est un joueur très physique qui s'engage et qui va au contact. Son style de jeu repose aussi sur d'excellentes qualités de récupérateur au milieu du terrain. Il est capable de courir très vite, et surtout d'enchaîner de multiples sprints, tout en imposant une masse musculaire importante. Ayant beaucoup de ressources, il est également très endurant. Par contre, sa technique est limitée : peu souple à la cheville, il manque parfois ses passes voire ses contrôles. Ce n'est donc pas un dribleur et encore moins un buteur. Au cours de sa carrière, il n'a marqué que 24 buts. Son jeu de tête n'est pas non plus très performant. Il est surnommé le « Cheval fou » par ses coéquipiers de l'équipe de France en 1998 de par sa grande activité sur le terrain et sa longue chevelure.
Joueur droitier, Karembeu évolue à ses débuts avec le FC Nantes au poste d'arrière latéral droit. Lors de la saison 1994-1995, Jean-Claude Suaudeau le replace en tant que stoppeur devant la défense aux côtés de Claude Makélélé mais il joue aussi défenseur central occasionnellement. À la Sampdoria et au Real Madrid, il est utilisé exclusivement en tant que milieu de terrain défensif. En équipe de France sous l'ère Aimé Jacquet, il joue milieu de terrain défensif et fait partie, en 1998, du milieu à trois aux côtés de Didier Deschamps et d'Emmanuel Petit. Sous l'ère Roger Lemerre, il est le plus souvent remplaçant et alterne les postes d'arrière latéral et de milieu de terrain défensif.

## Reconversion

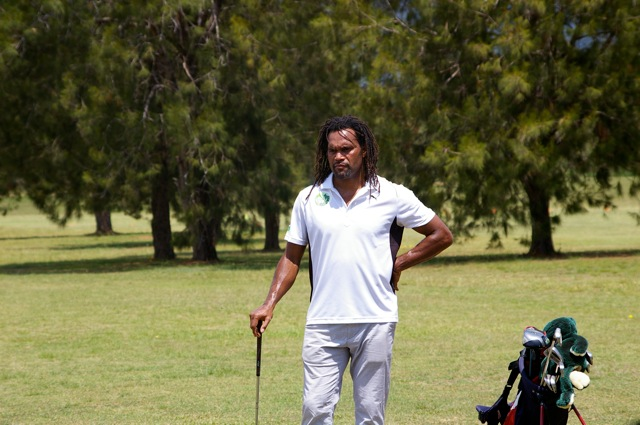
Christian Karembeu au golf de la Ouenghi (Nouvelle-Calédonie) en 2012.

Christian Karembeu souhaite initialement devenir entraîneur de football mais choisit finalement une autre orientation. Il voyage beaucoup en compagnie de son épouse le mannequin slovaque Adriana Sklenaříková, et investit dans le domaine de la boulangerie industrielle.
Il devient ambassadeur de la FIFA en Océanie en 2005 avant de faire partie du groupe d'études techniques de la FIFA lors de la Coupe du monde 2010 en Afrique du Sud. Actuellement, il est ambassadeur de la FIFA Interactive World Cup, compétition mondiale de jeu vidéo de football. En février 2007, il est choisi comme ambassadeur de la destination Nouvelle-Calédonie par le groupement d'intérêt économique (GIE) Nouvelle-Calédonie Tourisme Point Sud. Il a depuis été particulièrement actif pour promouvoir le tourisme néo-calédonien en France métropolitaine et en Europe. Dans ce cadre, il a posé pour le calendrier Nouvelle-Calédonie 2008 le mettant en scène au milieu de paysages du territoire dans des photographies d'art prises par Gérard Rancinan.
Enfin, il décide d'organiser, en partenariat avec la Confédération du football d'Océanie (OFC), son jubilé par un match de gala au stade Numa Daly de Nouméa le 31 mai 2008. Il oppose une équipe baptisée « France 98 » composée de plusieurs joueurs de l'équipe championne du monde en 1998 (Karembeu lui-même, Laurent Blanc, Alain Boghossian, Lionel Charbonnier, Marcel Desailly, Didier Deschamps, Youri Djorkaeff, Frank Lebœuf et Zinédine Zidane et l'ancien sélectionneur Aimé Jacquet) à une équipe de personnalités du football et de professionnels océaniens (Basile Boli, Ludovic Giuly, Antoine Kombouaré, Reynald Temarii qui est le président de l'OFC, Marama Vahirua, Pascal Vahirua, Victor Zéoula, ancien attaquant d'origine kanak du RC Ancenis et Tim Cahill, avec pour entraîneur Gérard Houllier). Sont également présents Sepp Blatter, président de la FIFA, et Michel Platini, président de l'UEFA. Les « Bleus 98 » font ensuite une tournée de quatre jours dans les différentes provinces de Nouvelle-Calédonie. Les mêmes participants ont également joué un match de gala pour le jubilé de Pascal Vahirua à Papeete le 26 mai 2008,.
En juin 2013, Karembeu intègre l'encadrement de son ancien club, l'Olympiakos Le Pirée, en tant que conseiller chargé de la prospection des joueurs et des relations internationales.

## Carrière extra-sportive

### Télévision
En 2006, Christian Karembeu devient consultant pour le commentaire des matchs diffusés par France Télévisions. En 2008, il devient consultant pour Orange sport. En 2010, il rejoint la chaîne Trace TV.
Christian Karembeu est le présentateur de la série documentaire Des Îles et des Hommes, diffusé sur Planète en 2010 et 2011, un voyage parmi six des plus belles îles au monde.
En 2018, il fait une apparition, dans son propre rôle, dans l'épisode 1998-2018, retour vers le futur de la série Joséphine, ange gardien.

### Controverse

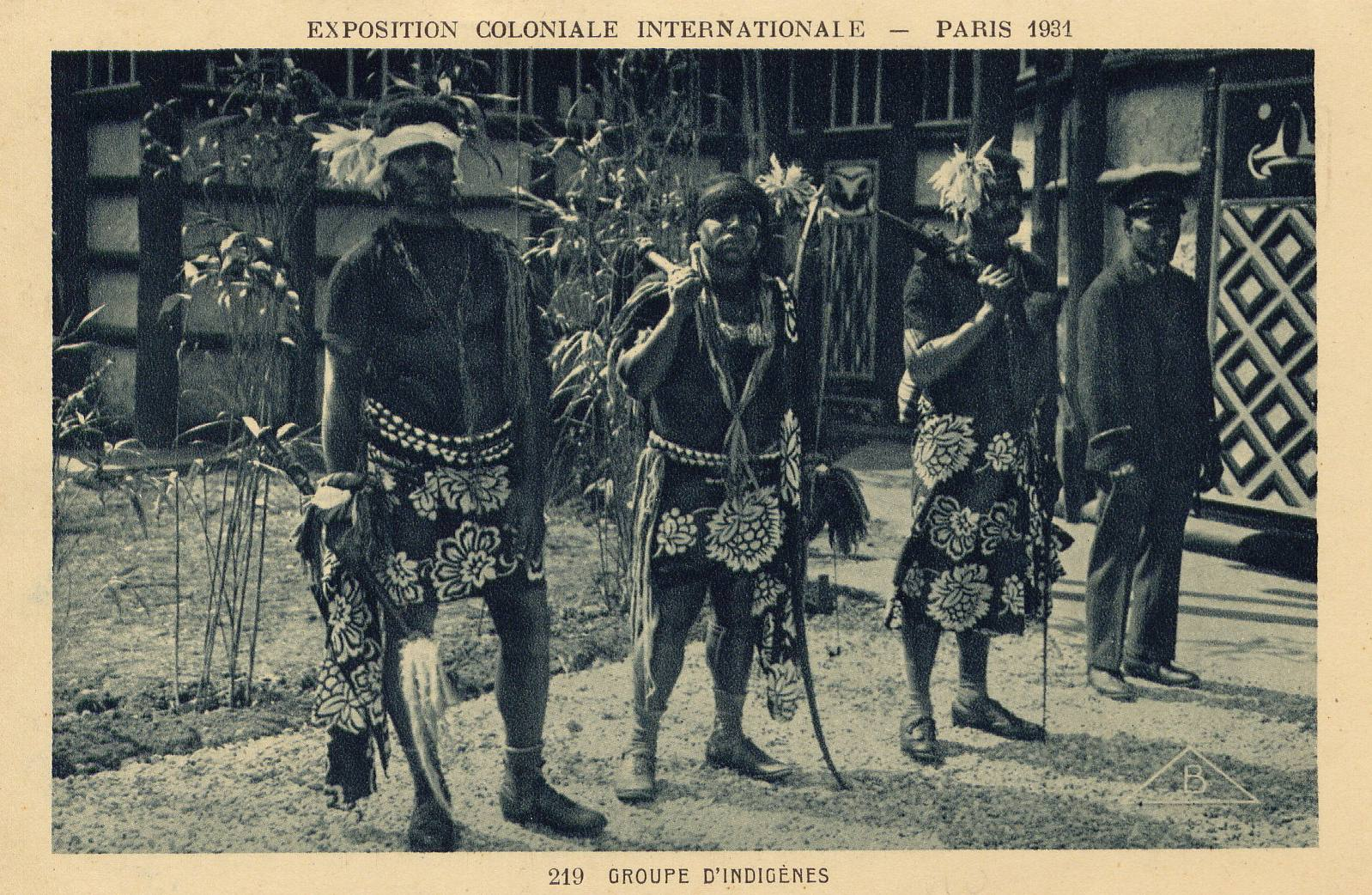
Des guerriers Kanaks.

Malgré ses nombreuses sélections en équipe de France, il a toujours refusé de chanter La Marseillaise, face aux propos de Jean-Marie Le Pen qualifiant l'équipe de France comme une équipe trop noire. Christian Karembeu raconte le 23 février 2011 dans l'émission C à vous de France 5 qu'il chantait enfant la Marseillaise et que les propos de Jean-Marie Le Pen l'ont renvoyé à ses origines mais aussi en référence au passé colonial de la France dans sa région, la Nouvelle-Calédonie, au point de refuser de chanter son hymne national. Son arrière-grand-père paternel, Willy Karembeu, fait notamment partie des Kanaks exhibés au Jardin d'acclimatation et présentés comme cannibales en marge de l'Exposition coloniale de 1931 du Bois de Vincennes.
Toutefois, on peut noter qu'il est assez courant de voir des joueurs ne pas chanter La Marseillaise. Michel Platini, à une autre époque, faisait partie lui-même de ces joueurs, considérant qu'il s'agit d'« un hymne guerrier qui n'a rien à voir avec le jeu ».
Le 13 juin 1995, le président Jacques Chirac rompt le moratoire et ordonne la réalisation d'une dernière campagne d'essais nucléaires dans le Pacifique. Christian Karembeu prend publiquement position contre. Il est soutenu par son club, la Sampdoria ainsi que les championnats italien et suisse. Le 31 janvier 1996, les arrêts définitifs des essais nucléaires dans le Pacifique sont annoncés.
Bien que la reconnaissance de l'équipe de Nouvelle-Calédonie par la FIFA soit postérieure à la dernière sélection du champion du monde Christian Karembeu en équipe de France de football, il ne peut plus jouer pour l'équipe de Nouvelle-Calédonie ayant été international français. En janvier 1998, dans une interview accordée à Blanco y Negro, supplément du quotidien espagnol ABC, et alors qu’on lui demande si être désigné comme « le joueur français » le dérange, il répond : « C’est tout simplement inexact. Je ne me suis jamais senti Français. Je sais d’où je viens, où je suis né. J’appartiens à une société qui a son organisation, qui vit avec Dieu et la Nature. Je suis de Nouvelle-Calédonie. (…) Je ne joue avec la France que parce que c’est une vitrine pour que le monde connaisse mon peuple et ses problèmes ». Il revient très vite sur ses propos : « Je me sentirai toujours de la terre où je suis né, mais en France, on m’a aidé à grandir en gagnant des titres et en défendant le maillot français. Comment pourrais-je ne pas me sentir Français également ? ». En pleine constitution du groupe qui disputera la Coupe du monde 1998, Aimé Jaquet évacue toute polémique : « Il n'y a pas d'affaire Karembeu, rien ne m'a permis de douter de son attachement à l’Équipe de France, il a simplement réaffirmé son attachement à sa terre natale ».

### Vie privée

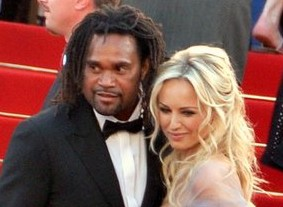
Adriana et Christian Karembeu au Festival de Cannes 2010.

Christian Karembeu a une courte relation avec une femme rencontrée à Nantes et prénommée Estelle. Ils ont une fille : Ines Hudrenie Karembeu née le 24 mai 1995.
Le 13 avril 1996, Christian Karembeu rencontre pour la première fois Adriana Sklenaříková à l'aéroport de Milan-Linate. Le mannequin slovaque venait juste de quitter la Fashion Week de Milan pour retourner dans son appartement parisien. Par un pur hasard, les deux jeunes gens se retrouvent sur le même vol et dans la même rangée en classe affaire. Après avoir fait connaissance, Christian Karembeu lui laisse son numéro de téléphone et lui offre une casquette aux couleurs de la Sampdoria. Il épouse Adriana Sklenaříková le 22 décembre 1998 à Porto-Vecchio en Corse. Devenue Adriana Karembeu, elle annonce finalement leur séparation le 9 mars 2011.
En 2017, il se marie avec la première skieuse libanaise à avoir pris part à des Jeux olympiques d'hiver, Jacky Chamoun. Ils sont parents d'une fille, Gaïa née en septembre 2017. Ils accueillent une deuxième petite fille Alessia le 7 janvier 2020.
En mai 2024, son neveu et sa nièce sont tués lors d'émeutes en Nouvelle-Calédonie.

## Aspects socio-économiques

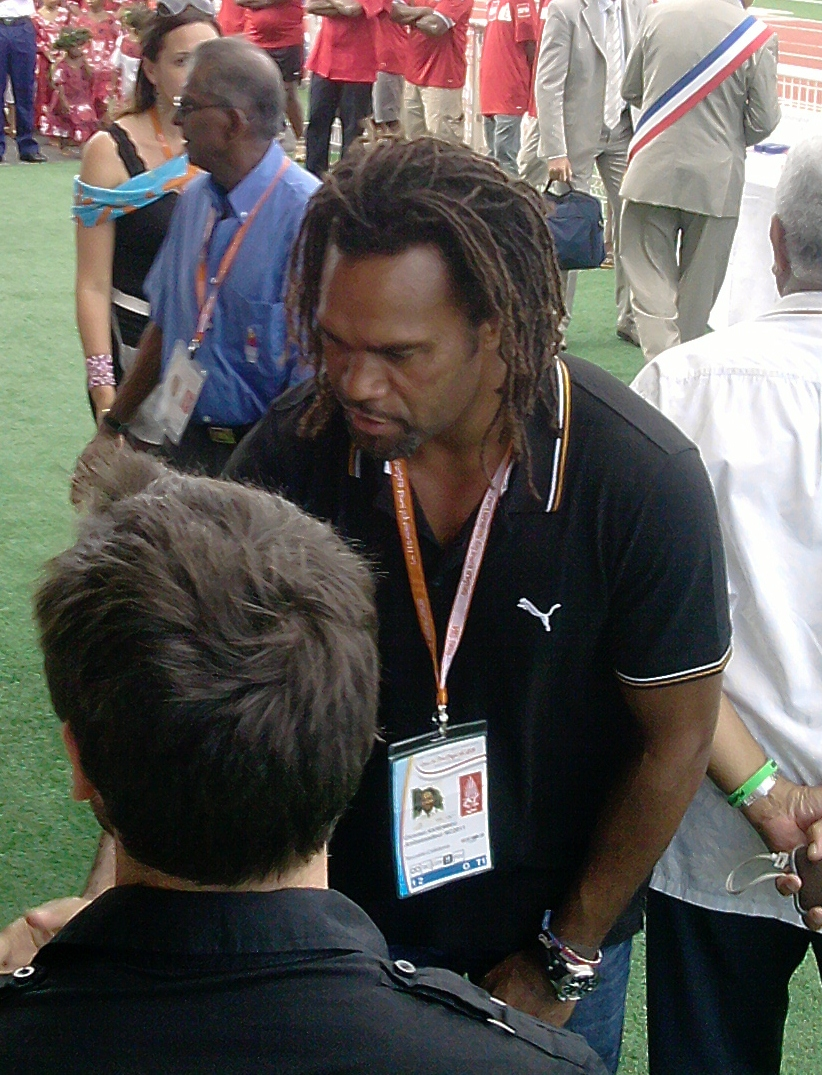
Christian Karembeu lors des Jeux du Pacifique en 2011.

Christian Karembeu est membre du club des Champions de la Paix, un collectif d'athlètes de haut niveau créé par Peace and Sport, organisation internationale basée à Monaco et œuvrant pour la construction d'une paix durable grâce au sport. Très impliqué, Christian Karembeu s'est rendu en Haïti en août 2010, avec le président et fondateur de l'organisation, Joël Bouzou, afin de renforcer la place du sport dans les efforts de reconstruction du pays et attirer l'attention de la communauté internationale sur les besoins criants qui y persistent. Il est notamment allé à la rencontre des éducateurs et des jeunes bénéficiaires du programme d'urgence mis en place par le Comité olympique haïtien dans les camps de rescapés.
En 1999, Christian Karembeu participe au spectacle des Enfoirés en compagnie de ses coéquipiers champions du monde lors du huitième album nommé Dernière Édition avant l'an 2000. En 2009, il annonce son soutien pour la candidature belgo-néerlandaise à l'organisation de la Coupe du monde de football 2018. La Fédération française de football le nomme parrain de la deuxième Coupe de l'Outre-Mer l'année suivante. Il parraine ensuite les 14e Jeux du Pacifique qui se déroulent à Nouméa avec la participation de 5 000 sportifs et personnels techniques originaires de 22 pays insulaires d'Océanie.
En 2010, selon le quotidien grec Kathimerini, Christian Karembeu est recherché par les services fiscaux grecs pour ne pas avoir payé ses impôts alors qu'il jouait pour l'Olympiakos Le Pirée. Il aurait touché trois millions d'euros annuellement selon le journal grec, qui précise que le joueur n'aurait payé aucun impôt sur ces sommes. L'année suivante, Christian Karembeu devient le parrain de l'opération Pièces jaunes présidée par Bernadette Chirac.
Il est l'ambassadeur de la marque Subbuteo, un jeu de football miniature, qui a fait son retour en France en 2013.
Le 27 janvier 2014, le journal Le Monde cite, entre autres, le nom de Christian Karembeu comme évadé fiscal en Suisse dans le cadre du fichier d'HSBC.

## Statistiques

### Statistiques détaillées par saison
| Saison                | Club                  | Championnat           | Championnat | Championnat | Coupe nationale | Coupe nationale | Coupe de la Ligue | Coupe de la Ligue | Compétition(s) continentale(s) | Compétition(s) continentale(s) | Compétition(s) continentale(s) | France | France | Total | Total |
| Saison                | Club                  | Division              | M.          | B.          | M.              | B.              | M.                | B.                | Comp.                          | M.                             | B.                             | M.     | B.     | M.    | B.    |
| 1990-1991             | FC Nantes             | Division 1            | 4           | 0           | 1               | 0               | -                 | -                 | -                              | -                              | -                              | -      | -      | 5     | 0     |
| 1991-1992             | FC Nantes             | Division 1            | 28          | 0           | 0               | 0               | -                 | -                 | -                              | -                              | -                              | -      | -      | 28    | 0     |
| 1992-1993             | FC Nantes             | Division 1            | 35          | 2           | 6               | 1               | -                 | -                 | -                              | -                              | -                              | 1      | 0      | 42    | 3     |
| 1993-1994             | FC Nantes             | Division 1            | 29          | 0           | 4               | 0               | -                 | -                 | C3                             | 2                              | 0                              | 4      | 0      | 39    | 0     |
| 1994-1995             | FC Nantes             | Division 1            | 34          | 3           | 3               | 0               | -                 | -                 | C3                             | 7                              | 0                              | 3      | 0      | 47    | 3     |
| Sous-total            | Sous-total            | Sous-total            | 130         | 5           | 14              | 1               | 0                 | 0                 | -                              | 9                              | 0                              | 8      | 0      | 161   | 6     |
| 1995-1996             | Sampdoria             | Serie A               | 32          | 5           | 2               | 0               | -                 | -                 | -                              | -                              | -                              | 13     | 1      | 47    | 6     |
| 1996-1997             | Sampdoria             | Serie A               | 30          | 1           | -               | -               | -                 | -                 | -                              | -                              | -                              | 7      | 0      | 37    | 1     |
| Sous-total            | Sous-total            | Sous-total            | 62          | 6           | 2               | 0               | 0                 | 0                 | -                              | 0                              | 0                              | 20     | 1      | 84    | 7     |
| 1997-1998             | Real Madrid           | Primera División      | 16          | 0           | 2               | 0               | -                 | -                 | C1                             | 5                              | 3                              | 8      | 0      | 31    | 3     |
| 1998-1999             | Real Madrid           | Primera División      | 20          | 0           | 5               | 0               | -                 | -                 | C1+SC                          | 5+1                            | 0+0                            | 4      | 0      | 35    | 0     |
| 1999-2000             | Real Madrid           | Primera División      | 15          | 0           | 5               | 0               | -                 | -                 | C1+CMC                         | 5+3                            | 1+0                            | 4      | 0      | 32    | 1     |
| Sous-total            | Sous-total            | Sous-total            | 51          | 0           | 12              | 0               | -                 | -                 | -                              | 19                             | 4                              | 16     | 0      | 98    | 4     |
| 2000-2001             | Middlesbrough         | Premier League        | 33          | 4           | 2               | 0               | 1                 | 0                 | -                              | -                              | -                              | 7      | 0      | 43    | 4     |
| Sous-total            | Sous-total            | Sous-total            | 33          | 4           | 2               | 0               | 1                 | 0                 | -                              | -                              | -                              | 7      | 0      | 43    | 4     |
| 2001-2002             | Olympiakos            | Alpha Ethniki         | 24          | 1           | -               | -               | -                 | -                 | C1                             | 6                              | 0                              | 2      | 0      | 32    | 1     |
| 2002-2003             | Olympiakos            | Alpha Ethniki         | 22          | 2           | -               | -               | -                 | -                 | C1                             | 6                              | 0                              | -      | -      | 28    | 2     |
| 2003-2004             | Olympiakos            | Alpha Ethniki         | 22          | 0           | -               | -               | -                 | -                 | C1                             | 6                              | 0                              | -      | -      | 28    | 0     |
| Sous-total            | Sous-total            | Sous-total            | 68          | 3           | -               | -               | -                 | -                 | -                              | 18                             | 0                              | 2      | 0      | 88    | 3     |
| 2004-2005             | Servette FC           | Super League          | 12          | 0           | -               | -               | -                 | -                 | C3                             | 2                              | 0                              | -      | -      | 14    | 0     |
| Sous-total            | Sous-total            | Sous-total            | 12          | 0           | -               | -               | -                 | -                 | -                              | 2                              | 0                              | -      | -      | 14    | 0     |
| 2004-2005             | SC Bastia             | Ligue 1               | 7           | 0           | -               | -               | -                 | -                 | -                              | -                              | -                              | -      | -      | 7     | 0     |
| Sous-total            | Sous-total            | Sous-total            | 7           | 0           | -               | -               | -                 | -                 | -                              | -                              | -                              | -      | -      | 7     | 0     |
| Total sur la carrière | Total sur la carrière | Total sur la carrière | 363         | 18          | 30              | 1               | 1                 | 0                 | -                              | 48                             | 4                              | 53     | 1      | 495   | 24    |

### Buts internationaux
| # | Date            | Sélection | Lieu                              | Adversaire | Évolution du score | Minute | Résultats | Compétitions | Description du but |
| - | --------------- | --------- | --------------------------------- | ---------- | ------------------ | ------ | --------- | ------------ | ------------------ |
| 1 | 11 octobre 1995 | 10        | Stade Ghencea, Bucarest, Roumanie | Roumanie   | 1-0                | 29e    | 3 - 1     | QCE 1996     | Lob du pied droit  |

## Palmarès

### Équipe de France
Sélectionné 53 fois en équipe de France de 1992 à 2002, il contribue à sa victoire lors de la Coupe du monde 1998, en France, et au championnat d'Europe 2000 ; il participe également à l'édition 1996. Il ne marque qu'un seul but avec les Bleus, contre la Roumanie en 1995, lors d'un match considéré comme une référence. Il remporte également avec les Bleus la Coupe des confédérations 2001 organisée conjointement par la Corée du Sud et le Japon.
Il compte également à son palmarès plusieurs trophées amicaux conquis avec l'équipe de France. Les Français gagnent la Coupe Kirin 1994 au Japon, deux éditions du Tournoi Hassan II de football au Maroc, en 1998 et en 2000, ainsi que le Nelson Mandela Inauguration Challenge Cup en 2000 en Afrique du Sud.
Il compte également deux sélections en équipe de France A', ainsi qu'une sélection en équipe FIFA, en 1999 face à l'équipe d'Afrique du Sud de Nelson Mandela dans un match disputé à Johannesbourg.

### En club
Finaliste de la Coupe de France en 1993 avec le FC Nantes, Karembeu remporte avec ce club le Championnat de France en 1995. Avec la Sampdoria, il ne remporte qu'une compétition amicale, le trophée Vincenzo Spagnolo en 1996.
Par la suite, avec le Real Madrid, il remporte la Ligue des champions 1998 et accède à la finale de la Supercoupe de l'UEFA 1998. Il est également vice-champion d'Espagne en 1999. Avec le Real, il gagne de nombreuses compétitions amicales : le trophée Santiago Bernabéu en 1998, le trophée Bahía de Cartagena en 1998 et 1999, la coupe Pirelli et le trophée Real Balompédica Linense en 1999 et enfin, le trophée Ciudad de La Línea en 2000.
Avec l'Olympiakos Le Pirée enfin, Christian Karembeu remporte deux fois consécutives le Championnat de Grèce en 2002 et en 2003 et termine vice-champion en 2004. Il est également finaliste avec ce club de la Coupe de Grèce en 2002 et en 2004,.

### Distinctions personnelles
En 1995, Christian Karembeu est élu joueur océanien de l'année ; il réédite cette performance en 1998, année où il reçoit la Légion d'honneur avec toute l'équipe de France victorieuse de la Coupe du monde. En 1999, l'International Federation of Football History & Statistics le consacre 3e meilleur joueur océanien du XXe siècle derrière Wynton Rufer et Frank Farina. En 2002, il est élu meilleur joueur du championnat de Grèce et en 2011, il figure dans l'équipe type spéciale 20 ans des Trophées UNFP.

### Records
- Fait partie de l'équipe de France qui dispute 30 matchs sans défaite (entre février 1994 et octobre 1996)

## Décorations
- Chevalier de la Légion d'honneur le 1er septembre 1998
- Médaille d'or de la jeunesse et des sports (2012)